# Prem Sanyas
Pour plus de détails, voir Fiche technique et Distribution.
Prem Sanyas (Hindi : प्रेम सन्यास, trad. litt. : Retraite de l'amour) est un film muet germano-indien de 1925 réalisé par Franz Osten. Le scénario est adapté du poème d'Edwin Arnold La Lumière de l'Asie (1879). Il s'agit du premier volet d'un triptyque d'Himanshu Rai consacré aux religions indiennes. Les deux films suivants, Shiraz (1928) et  Prapancha Pash (1929), font référence quant à eux l'islam et à l'hindouisme. 
Prem Sanyas est un conte indien racontant les origines de Gautama Buddha. Réalisé dans un style orientaliste avec des acteurs indiens, il dépeint l'histoire du prince Siddhartha Gautama qui, prenant conscience de l'inéluctabilité de la souffrance, renonce à une vie de privilèges pour chercher l'illumination (en).

## Synopsis
Un petit groupe d'occidentaux visite l'Inde. À Bodhgaya, non loin du temple de la Mahabodhi, ils remarquent un arbre. Un vieil homme leur raconte. Il s'agit de l'arbre de la Bodhi, l'arbre de l’illumination. C'est sous son feuillage que le prince Gautama est venu méditer pour chercher un remède à la tristesse du monde. 
Environ six siècles av. J.-C., le royaume de Magadha sur lequel régnait le roi Shuddhodana (Sarada Ukil) s'étendait sur les pentes de l'Himalaya. La reine Māyā (Rani Bala) semblait ne pas pouvoir donner de successeur à son époux. Le roi décide donc d'appliquer la coutume : il adoptera l'enfant désigné par un éléphant royal et en fera son héritier. Cependant, comme guidé par le destin, le pachyderme se refuse à choisir. Mais le sage Asita (Sunit Mitter) avait prophétisé que la reine aurait un enfant qui délivrerait le monde de l'ignorance, si seulement il daignait régner. Un miracle se produit et la reine donne naissance à un garçon, le prince Gautama.
Devenu un homme, lors de sa première chasse, Gautama (Himanshu Rai) est frappé de tristesse devant la mort d'une antilope. Son cousin Devadatta (Profulla Roy) se moque et ne comprend pas. Le prince est encore troublé lorsque pour le taquiner, Devadatta abat un cygne sous ses yeux. Gautama est accablé. La nuit suivante, le roi fait le rêve que son fils renoncera au trône s'il est plongé dans l'affliction. Il se propose donc de lui donner tous les bonheurs possibles et de lui cacher tous les malheurs du monde. La volupté du palais ne suffit pas, alors le roi envisage de marier le prince à la jolie Gopâ (Seeta Devi), la fille de son ami le roi Dandapani (Jagit Mathur). Mais pour gagner sa main, le prince Gautama devra remporter un tournoi qui l'oppose à tous les prétendants du royaume, dont Devadatta... 

## Fiche technique
- Titre : Prem Sanyas (Hindi: प्रेम सन्यास)
- Titre original en anglais : The Light of Asia
- Titre original en allemand : Die Leuchte Asiens
- Réalisation : Franz Osten[1]
- Scénario : Niranjan Pal d'après le poème La Lumière de l'Asie d'Edwin Arnold
- Photographie : Josef Wirsching assisté de Willy Kiermeyer
- Décors : Charu Roy
- Production : Great Eastern Film Corporation, Emelka Film et The Indian Players
- Musique : I.L. Fischer et Hansheinrich Dransmann (partition créée pour la sortie allemande)[3]
- Format : Noir et blanc - Muet
- Genre : Film dramatique
- Durée : 97 minutes[2]
- Dates de sortie : 
  - République de Weimar : 22 octobre 1925 (Première à Munich)
  - Inde britannique : 1926
  - Royaume-Uni : 22 décembre 1925[5]
  - États-Unis : 11 mai 1928

## Distribution
- Himanshu Rai : Siddhartha Gautama
- Seeta Devi : Gopâ
- Sarada Ukil :  le roi Shuddhodana
- Rani Bala : la reine Māyā

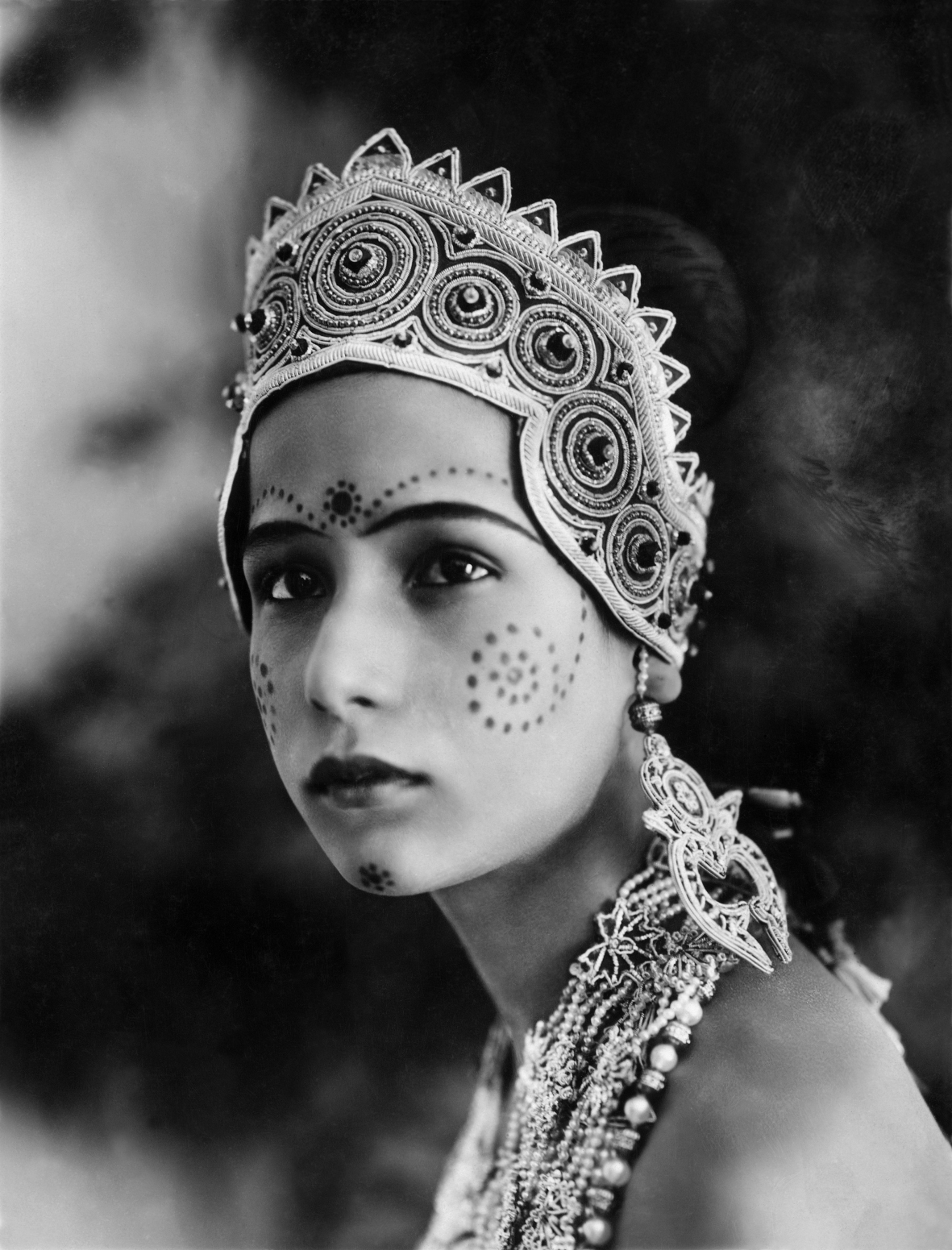
Seeta Devi en 1925 dans son premier film, Prem Sanyas

- Profulla Roy : Devadatta, le cousin de Gautama
- Sunit Mitter : Asita
- Jagit Mathur : le roi Dandapani, le père de Gopâ
- Sundar Rayam : Channa, le cocher de Gautama

## Production
En 1924, Himanshu Rai obtient le soutien des frères Moti Lal et Seth Prem Sagar pour fonder à Lahore la Great Eastern Film Corporation. Cette société de production éphémère, à qui Niranjan Pal vend son script, est associée au film et contribue à un tiers du financement du projet en échange des droits d'exploitation en Inde. Après avoir essuyé de nombreux refus en Angleterre, Himanshu Rai et Niranjan Pal parviennent la même année à convaincre la société munichoise Emelka Film de coproduire le film et de fournir les cadres et les moyens techniques nécessaires. En contrepartie, elle dispose des droits d'exploitation en Europe. Enfin, Himanshu Rai parvient à s'assurer du concours de Man Singh II, l'alors très jeune maharaja de Jaipur. Ce dernier met à sa disposition des milliers d'hommes en costume, des objets et bijoux inestimables ainsi que ses éléphants. 
En mars 1925, Himanshu Rai arrive en Inde à la tête un groupe de quatre Allemands composé de Franz Osten, le réalisateur, Josef Wirsching et Williy Kiermeyer, les cadreurs, ainsi que Bertl Schultes, un acteur qui servira d'assistant et d'interprète au réalisateur. Non seulement il est l'acteur principal, mais il s'occupe également de la supervision du tournage, sélectionnant les acteurs tous indiens et obtenant les autorisations nécessaires pour accéder aux édifices religieux. Le tournage entièrement en décors naturels, principalement au Rajasthan, s'étend jusqu'en juillet 1925. La post-production est effectuée dans les mois qui suivent à Munich.

## Accueil
Prem Sanyas connait un grand succès un Europe continentale lors de sa sortie. La critique allemande allemande est enthousiaste et le public remplit les salles. En revanche, la critique anglaise est moins favorable. Niranjan Pal et Himanshu Rai obtiennent pourtant que le roi George V et la reine Mary assistent à une séance privée au château de Windsor le 27 avril 1926. Il semble que le monarque se soit endormi, mais la reine a félicité les auteurs ce qui a eu pour effet de relancer l'intérêt pour le film. Il a ensuite été projeté dix mois consécutifs dans tout le royaume. La critique américaine est tiède et le public boude le film. Il est également largement ignoré en Inde où il est vu comme manquant de crédibilité. Il se trouve même interdit à Ceylan et à Singapour pour des motifs religieux. En Birmanie, le cinéma qui projette le film est incendié pour les mêmes raisons. Finalement, Prem Sanyas qui a coûté environ dix fois le prix d'un film indien de l'époque, est un échec commercial.

## Versions
Au moins trois versions du film ont été produites : la version originale d'une longueur de 9437 pieds, une version allemande de 7382 pieds et une version américaine d'environ 7162 pieds (90 minutes). Des versions incomplètes de Prem Sanyas sont préservés par plusieurs cinémathèques dont le British Film Institute et le National Film Archive of India à Pune qui maintient une version de 6569 pieds. Le film a été restauré en 2001 par KirchMedia en collaboration avec le British Film Institute. Le négatif obtenu atteint une longueur de 7119 pieds. Cette nouvelle version a été présentée en avant-première à Munich le 5 juillet 2001 accompagné d'une musique de Pierre Oser.  